# Nikolaj Kutuzov
Nikolaj Kutuzov (Kyštym, 5 giugno 1897 – 8 maggio 1981) è stato un attore sovietico.

## Filmografia parziale

### Attore
- Il provocatore (1928)
- Prazdnik svjatogo Iorgena, regia di Jakov Protazanov (1930)
- Glubokij rejd (1937)
- L'ammiraglio Ušakov (1953)
- Meksikanec (1955)